# Bloque Flamenco
El Bloque Flamenco (Vlaams Blok en neerlandés) fue un partido político belga de extrema derecha y secesionista con una plataforma antiinmigración. Su ideología abarcaba el nacionalismo flamenco, reclamando la independencia de Flandes.
El partido se originó a partir de una escisión dentro del partido Volksunie (VU), después de que el ala separatista y conservadora nacional de derechas se sintiera descontenta con el compromiso de aceptar el federalismo belga por encima de los intereses flamencos, además del descontento con lo que consideraban el movimiento de la VU hacia la izquierda. Los antiguos miembros de la VU crearon el Partido Nacional Flamenco (VNP) y el Partido Popular Flamenco (VVP), que formaron una alianza electoral llamada Vlaams Blok en 1978, antes de fusionarse para crear el Vlaams Blok como partido político en 1979. El Vlaams Blok fue la derecha militante más notable del movimiento flamenco y su trayectoria en las elecciones al parlamento flamenco y belga fue sólida, lo que lo convirtió en uno de los partidos nacionalistas más exitosos de Europa Occidental y acabó superando en apoyos al Volksunie En un principio, el partido se centró únicamente en los temas de la autonomía flamenca y la libertad política, que siguieron siendo su filosofía principal, pero posteriormente ganó un mayor apoyo público al ampliar sus campañas para incluir temas de inmigración y orden público.
Todos los partidos políticos flamencos importantes eran reacios a formar coaliciones con el Vlaams Blok. Tras un acuerdo de 1989, conocido como cordón sanitario, el partido quedó bloqueado de hecho para entrar en cualquier nivel de gobierno. El Tribunal de Apelación de Gante dictaminó en abril de 2004 que algunas de las organizaciones del partido habían infringido la ley antirracista de 1981 y que el partido sancionaba la discriminación. La sentencia se hizo definitiva el 9 de noviembre de 2004, y el partido se reorganizó poco después como Vlaams Belang. En 2004, el partido se había convertido en el partido flamenco más popular de Bélgica, con el apoyo de aproximadamente uno de cada cuatro electores flamencos, además de ser uno de los partidos populistas de derecha radical con más éxito en toda Europa.

## Líderes del VB
- Gerolf Annemans
- Lode Claes
- Frank Vanhecke
- Filip Dewinter
- Karel Dillen
- Koen Dillen, hijo de Karel Dillen
- Roeland Raes
- Yves Buysse

## Resultados electorales
|  | 1,37 % |

|  | 1,10 % |

|  | 1,41 % |

|  | 1,90 % |

|  | 6,60 % |

|  | 7,80 % |

|  | 9,87 % |

|  | 11,59 % |

### Elecciones al Parlamento Flamenco
|  | 12,33 % |

|  | 15,50 % |

### Elecciones al Parlamento de Bruselas-Capital
|  | 2,06 % |

|  | 3,03 % |

|  | 4,30 % |

|  | 4,69 % |